# 布格普雷帕赫
布格普雷帕赫是德国巴伐利亚州的一个市镇。总面积38.76平方公里，总人口1378人，其中男性695人，女性683人（2011年12月31日），人口密度36人/平方公里。